# Hugh Henry Rose, 1:e baron Strathnairn
Hugh Henry Rose, 1:e baron Strathnairn, född 6 april 1801 i Berlin, död 16 oktober 1885 i Paris, var en brittisk fältmarskalk, son till diplomaten sir George Henry Rose (född 1771, död 1855) och sonson till William Pitt den yngres förtrogne vän och ministerkollega George Rose (född 1744, död 1818). 
Rose blev fänrik i brittiska armén 1820, vann snabb befordran, deltog 1840-1841 som överstelöjtnant i fälttåget i Syrien mot Muhammed Ali av Egypten och var 1841-1848 brittisk generalkonsul i Syrien. Under denna tid avvärjde han flera gånger genom oförskräckt personligt ingripande hotande strider mellan druser och maroniter på Libanon och räddade där hundratals kristna undan drusernas förföljelser. 
Rose blev 1851 brittisk ambassadsekreterare i Konstantinopel och hade året därpå som chargé d'affaires i Stratford Cannings frånvaro väsentlig andel i Turkiets energiska hållning gentemot de ryska kraven rörande de heliga orterna. Under Krimkriget var Rose (1854-1856) brittisk kommissarie vid franska arméns högkvarter med rang av brigadgeneral. Han stred tappert vid Alma och Inkerman (1854) och belönades med utnämning till generalmajor (samma år) och knightvärdighet (1855). 
Vid sepoyupprorets utbrott i Indien 1857 sändes Rose dit som divisionsgeneral, fick på hösten befälet över de brittiska stridskrafterna i mellersta Indien, slog de upproriska i en mängd strider och stormade det starkt befästa Jhansi (mars 1858) samt vann 22 maj samma år en avgörande seger vid Kālpi över de upproriska marathernas huvudstyrka. Då upprorsledaren Tantia Topi kort därefter intog Gwalior, återerövrade Rose denna viktiga stad (19 juni) och slog i grund den flyende fienden vid Naora-Alipur (22 samma månad). Kuvandet av upproret i mellersta Indien, en stor militär bragd som blev till fullo uppskattad först senare, var därmed i stort sett fullbordat. 
Rose blev 1860 generallöjtnant, efterträdde samma år sin vapenbroder Colin Campbell (lord Clyde), kuvaren av upproret i norra Indien, som högste befälhavare i Indien och genomförde på denna post med kraft och skicklighet assimileringen av ostindiska kompaniets trupper med brittisk-indiska armén. 1865 återvände Rose till hemlandet, var 1865-1870 militärbefälhavare på Irland, där han verksamt understödde myndigheterna vid de feniska sammansvärjningarnas oskadliggörande (1866-1867). Rose upphöjdes 1866 till peer (som baron Strathnairn of Strathnairn and Jhansi), blev 1867 general och 1877 fältmarskalk. En ryttarstaty av honom har rests vid Knightsbridge i London.